# Felice Torelli

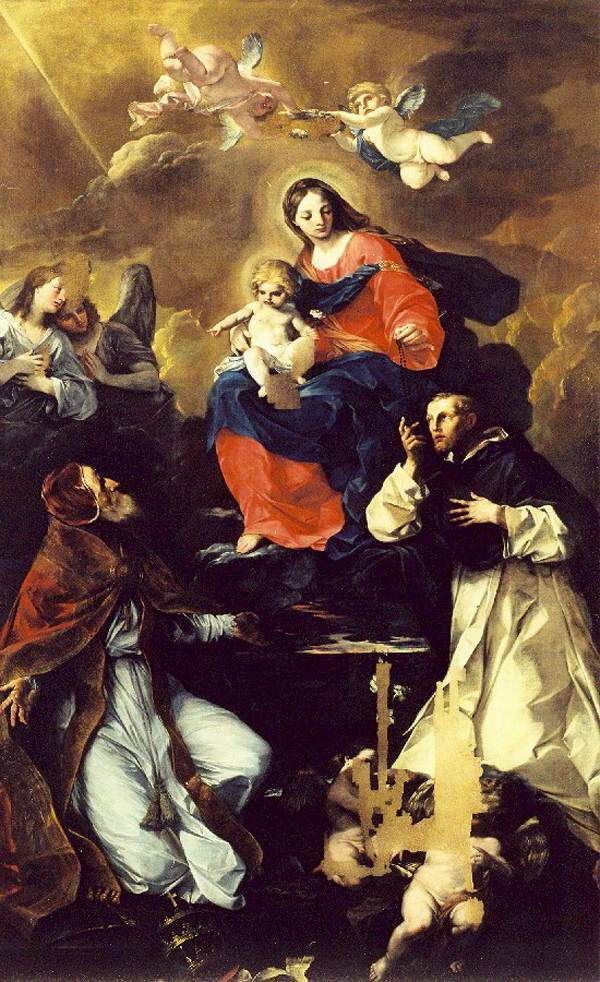
Virgen con el Niño, ángeles y santos, iglesia del Suffragio, Fano.

Felice Torelli fue un pintor italiano, activo durante el barroco tardío, nacido en Verona el 9 de septiembre de 1667 y fallecido en Bolonia el 11 de junio de 1748. 

## Biografía
Procedente de familia de artistas, su hermano Giuseppe Torelli era violinista y compositor de música clásica. Comenzó su formación pictórica en el taller de Santo Prunati. Posteriormente marchó a Bolonia junto a su hermano Giuseppe, donde frecuentó el estudio de Giovanni Gioseffo dal Sole. La contemplación directa del trabajo de Annibale Carracci en el Palazzo Fava o el Palazzo Magnani-Salem le ayudó a enriquecer su educación como artista.
El estilo temprano de Torelli está fuertemente influenciado por el de Dal Sole, sobre todo en los rostros de sus figuras y su manera de tratar los drapeados de los vestidos; más tarde se haría patente su admiración por Ludovico Carracci, a cuya forma de pintar se acercó. Su paleta se vuelve más oscura y severa y sus obras ganan en fuerza y monumentalidad. Este estilo le aleja de la mayoría de sus contemporáneos boloñeses, que practicaban una pintura más ligera y de tonos más luminosos. Sin embargo podemos relacionarle con Giuseppe Maria Crespi, su colega en la Accademia Clementina de la que Torelli había sido uno de los fundadores en 1710. Algunos de los más brillantes artistas de la siguiente generación de pintores boloñeses se formarían en dicha academia junto a Felice, entre ellos los hermanos Gaetano y Ubaldo Gandolfi y el florentino Giovanni Domenico Ferretti.

## Obras
- Estigmatización de Santa Teresa de Ávila
- Martirio de San Maurelius, Catedral de Ferrara.
- S. Vincenzo cura en lunatica, Faenza, de la Iglesia Dominica
- Virgen con el Niño, ángeles y santos, Chiesa di Santa Maria del Suffragio, Fano
- La madre de los Macabeos, Verona, Museo de Castelvecchio
- El sacrificio de Ifigenia,[1] colección particular
- Otros retablos fueron pintados por Torelli en iglesias en Roma, Turín, Milán y otras ciudades italianas.